# 杜鵑棒粉蝨
杜鵑棒粉蝨（学名：Aleuroclava rhododendri）为粉蝨科棒粉蝨屬下的一个种。